# Live Legacy
Albums de Dissection
Where Dead Angels Lie
(1996) Maha Kali
(2004)
Live Legacy est un album live du groupe de Black metal suédois Dissection. L'album est sorti en 2003 sous le label Nuclear Blast Records.
À l'origine, l'album était sorti en tant que Bootleg, il était intitulé Frozen in Wacken, en référence à l'endroit où le groupe jouait au moment de l'enregistrement, le festival musical du Wacken Open Air. Le titre Night's Blood ne figure pas dans la liste des titres de la production officielle due à une erreur dans la production de l'album.
Une édition dont le tirage a été limité à 1,000 exemplaires contient également le DVD Gods Of Darkness - Live et un poster Live Legacy.

## Musiciens
- Jon Nödtveidt - chant, Guitare
- Johan Norman - Guitare
- Emil Nödtveidt - Basse
- Tobias Kellgren - Batterie

## Liste des morceaux
| 1.    | At the Fathomless Depths                | 1:56 |
| 2.    | Retribution - Storm of the Light's Bane | 5:09 |
| 3.    | Unhallowed                              | 6:36 |
| 4.    | Where Dead Angels Lie                   | 6:26 |
| 5.    | Frozen                                  | 3:37 |
| 6.    | Thorns of Crimson Death                 | 8:21 |
| 7.    | The Somberlain                          | 8:01 |
| 40:09 |                                         |      |